# Piotr Zwierkow
Piotr Pawłowicz Zwierkow (ros. Пётр Павлович Зверьков, ur. 12 grudnia?/25 grudnia 1914 w miejscowości Czułkowka k. Doniecka, zm. 9 maja 1951 w Kraju Nadmorskim) – radziecki lotnik wojskowy, major lotnictwa, Bohater Związku Radzieckiego (1946).

## Życiorys
W 1933 skończył szkołę przemysłu górniczego, po czym pracował jako elektroślusarz w kopalni, od marca 1936 do października 1937 odbywał służbę wojskową w 13 Lotniczej Brygadzie Specjalnego Przeznaczenia w Kijowskim Okręgu Wojskowym, po powrocie z armii wrócił do pracy w kopalni. W 1938 ukończył aeroklub w Makiejewce.
Od listopada 1938 ponownie służył w armii, w 1940 ukończył wojskową szkołę lotniczą w Ługańsku i 1940–1942 był lotnikiem-instruktorem w wojskowej szkole pilotów. Od stycznia 1943 do maja 1945 uczestniczył w wojnie z Niemcami, kolejno jako lotnik, dowódca klucza, zastępca dowódcy eskadry i zastępca dowódcy 41 pułku lotnictwa szturmowego 198 Dywizji Lotnictwa Szturmowego 6 Korpusu Lotnictwa Szturmowego 16 Armii Powietrznej Frontu Centralnego, Briańskiego i 1 Frontu Białoruskiego w stopniu kapitana. Uczestniczył w bitwie pod Kurskiem, wyzwalaniu Białorusi i zajmowaniu Polski oraz operacji berlińskiej, wykonał 106 lotów bojowych Iłem-2, w walkach powietrznych strącając osobiście i w grupie 8 samolotów wroga. 22 września 1943 został lekko ranny w walce powietrznej.
Po wojnie służył w lotnictwie Grupy Wojsk Radzieckich w Niemczech, w 1947 ukończył wyższe kursy oficerskie w Lipiecku, w 1950 został skierowany w stopniu majora do pułku lotniczego w Nadmorskim Okręgu Wojskowym.
Zginął w wypadku lotniczym.

## Odznaczenia
- Złota Gwiazda Bohatera Związku Radzieckiego (15 maja 1946)
- Order Lenina (15 maja 1946)
- Order Czerwonego Sztandaru (trzykrotnie, 24 sierpnia 1943, 6 lutego 1945 i 4 czerwca 1945)
- Order Wojny Ojczyźnianej II klasy (15 października 1944)
- Medal „Za zasługi bojowe”
- Medal „Za wyzwolenie Warszawy”
- Medal „Za zdobycie Berlina”
- Medal jubileuszowy „30 lat Armii Radzieckiej i Floty”
- Medal za Warszawę 1939–1945 (Polska Ludowa)